# Pile Up
Pile Up è il terzo album dei Pansy Division.
L'album include molte cover di altri artisti, tra le quali: "Cowboys Are Frequently, Secretly Fond of Each Other"," "Real Men," "Jack U Off," e "Smells Like Queer Spirit" (Smells Like Teen Spirit).

## Tracce
1. I Can't Sleep – 1:31
2. Ring of Joy – 3:04
3. Fuck Buddy – 2:28
4. Cowboys are Frequently, Secretly Fond of Each Other – 3:29
5. Flower – 1:44
6. Cry for a Shadow – 2:36
7. Real Men – 1:30
8. Bill and Ted's Homosexual Adventure – 3:05
9. Jack U Off – 2:32
10. Strip U Down – 3:19
11. Jackson – 2:49
12. Big Bottom – 2:04
13. Touch My Joe Camel – 2:53
14. The Biggest Lie – 1:42
15. Denny (Naked) – 2:31
16. Femme Fatale – 2:20
17. Trash – 2:07
18. Homo Christmas – 2:30
19. C.S.F – 1:07
20. Smells Like Queer Spirit – 4:17

## Formazione
- Jon Ginoli - voce, chitarra
- Chris Freeman - basso, voce; chittara (tracce 12, 14)
- Chris Bowe - basso (tracce 16)
- Calvin Johnson - voce (tracce 11)
- Lliam Hart - batteria (tracce 1, 2, 5, 7, 9, 10, 11)
- Patrick Hawley - batteria (tracce, 8, 12, 16, 17, 18, 20)
- David Ayer - batteria (tracce 3, 4, 6, 14)
- David Ward - batteria (tracce 13, 19)